# Podocarpus glomeratus
Podocarpus glomeratus là một loài thực vật hạt trần trong họ Thông tre. Loài này được D.Don miêu tả khoa học đầu tiên năm 1824.